# شنت يالة
شَنْتَ يَالَه (بالإسبانية: Santaella)‏، هي إحدى بلديات مقاطعة قرطبة إحدى مقاطعات إسبانيا، و التي تقع في منطقة الأندلس جنوب إسبانيا.
يبلغ عدد سكانها 6.022 نسمة وفقاً لإحصائية سنة (2007).